# Strażnica WOP Międzywodzie

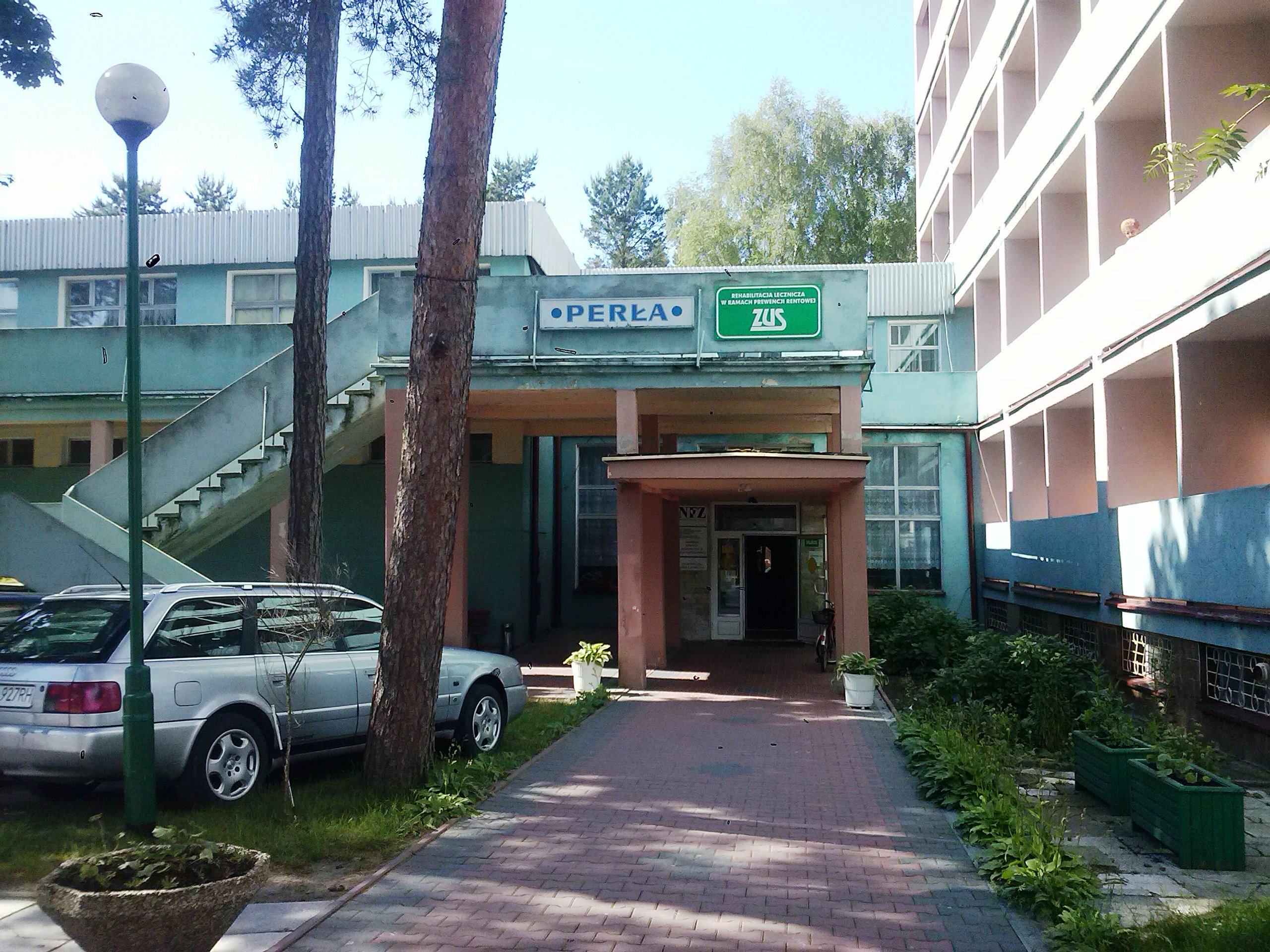
W tym miejscu był budynek strażnicy →

Strażnica WOP Międzywodzie – podstawowy pododdział graniczny Wojsk Ochrony Pogranicza.

## Formowanie i zmiany organizacyjne
Nieetatowa strażnica WOP Międzywodzie podlegała 125 Batalionowi WOP Miedzydzroje. W 1954 strażnica III kategorii nosiła numer 73.
W 1968 w Międzywodziu funkcjonowało przejście uproszczonego ruchu rybackiego podległe 1 strażnicy WOP nadmorskiej III kategorii Dziwnów.

## Dowódcy strażnicy
- ppor Adam Myszkowski (1954-15.01.1956)[2]
- ppor Stawski Jan (15.01.1956-1956)[2]